# Agedrup Sogn
Agedrup Sogn er et sogn i Hjallese Provsti (Fyens Stift).
I 1800-tallet var Agedrup Sogn et selvstændigt pastorat, men det dannede sognekommune sammen med Kølstrup Sogn. Begge sogne hørte til Bjerge Herred i Odense Amt. Deres sognekommune blev senere delt, så hvert sogn havde sin egen sognekommune. I 1966 gik Agedrup sammen med Seden-Åsum i Fjordager Kommune. Den var ikke stor nok, så den blev ved kommunalreformen i 1970 indlemmet i Odense Kommune.
I Agedrup Sogn ligger Agedrup Kirke.
I sognet findes følgende autoriserede stednavne:
- Agedrup (bebyggelse, ejerlav)
- Birketved (bebyggelse)
- Bullerup (bebyggelse, ejerlav)
- Geelså (vandareal)
- Kærby Fed (bebyggelse)
- Lerhuse (bebyggelse)
- Radby (bebyggelse)
- Vester Kærby (bebyggelse, ejerlav)